# Sterling Knight
Sterling Sandmann Knight (Houston; 5 de marzo de 1989) es un actor, cantante, compositor, director, comediante y músico estadounidense. Más conocido por sus papeles en Sonny With A Chance y So Random! como Chad Dylan Cooper, y en la película original de Disney Channel, Starstruck como Christopher Wilde.

## Vida y carrera

### Primeros años
Sterling Knight nació y creció en Houston, Texas, donde descubrió su pasión por la actuación a los 10 años. Tiene una hermana menor, Samantha Scarlett, y un hermano menor, Spencer Shuga. Le gusta jugar al golf, hacer snowboard y tocar la guitarra. A partir de su habilidad con la guitarra, Sterling formó una banda en YouTube con la estrella y amigo Matt Shively y tenía un canal llamado Connecting Channels (en este caso los canales conectados son Disney Channel y Nickelodeon).[cita requerida] En su tiempo libre, Sterling Knight gusta de escuchar música, practicar deportes, y también divertirse e interactuar con sus fanes.
Knight apareció en varias obras de teatro en sus años escolares. Participó en numerosas series como Hannah Montana, Grey's Anatomy y The Closer.

### 2009—2011:17 AgainySonny with a Chance
Su gran oportunidad fue en la película, 17 Again, donde trabajó junto a Zac Efron y Matthew Perry, interpretando al hijo de Mike O'Donnell, la película se estrenó el 14 de febrero de 2010 en Estados Unidos, y costó US$ 20 millones y recaudó más de US$ 130 millones de dólares a nivel mundial. En su primer papel principal una serie de televisión, Knight interpretó a Chad Dylan Cooper, un personaje famoso del programa #1, MacKenzie Falls, quien sin querer se enamora de su rival, Sonny Monroe (Demi Lovato), en Sonny With A Chance.
La serie Sonny with a Chance era para Disney Channel, un éxito asegurado, al estar protagonizada por Demi Lovato. Así pues, Sonny with a Chance, fue diseñada para convertirse en una suerte de matriz pública para Demi Lovato, tal como lo fuera para Miley Cyrus, la serie de Hannah Montana, sin embargo, el que ejercería el coprotagonismo con la joven estrella en ascenso, era Sterling Knight, un joven actor que sumaba ya más de diecinueve años y que era relativamente desconocido, pero en el cual los ejecutivos de Disney veían potencial.
Sterling Knight iba a interpretar a Chad Dylan Cooper, quien en la serie es presentado como un muy famoso actor de televisión, que es extremadamente popular gracias a su serie de drama, Mackenzie Falls y que es en exceso narcisista, egocéntrico y por si fuera poco, considera que la comedia ni siquiera es arte, por lo cual desprecia al elenco de "So Random" ("¡Qué Onda!" en Latinoamérica). Así, se perfila, inicialmente como el antagonista, pero posteriormente, entrando en la segunda temporada se convierte en el novio de Sonny Munroe.
La serie, además contaría con Tiffany Thornton, Brandon Mychal Smith, Doug Brochu y Allisyn Ashley Arm como miembros del elenco. El piloto fue filmado en agosto de 2008 y fue lanzado el 8 de febrero de 2009 a la pantalla, gozando de éxito inmediato y convirtiéndose rápidamente en una de las series más exitosas de Disney Channel.
Automáticamente, Sterling, pasó del anonimato a darse a conocer frente a millones de personas y tal cual como Disney había esperado, la reacción del público con él fue extraordinaria, tornándose cada vez más popular, hasta que se convirtió en un miembro, imprescindible de la serie y resultó nominado a un Teen Choice Award.
Mientras más famosa y más exitosa se iba haciendo la serie, más se consolidaba la imagen de Sterling Knight, para la cual Disney ya tenía planes.

### 2010:Starstruck, el nuevo "Disney Boy"
Tras el éxito cosechado por Sonny with a Chance y con una imagen pública consolidada, Sterling Knight, estaba listo para dar el siguiente paso, protagonizar su propia película, algo para lo cual Disney estaba más que listo, tras décadas lanzando a múltiples estrellas juveniles, aspiraban, que el joven actor, fuese el próximo, una vez que su proyecto para televisión estuviese listo.
El afamado proyecto era Starstruck, una película Original de Disney Channel, que fue lanzada a nivel internacional. La película narra la historia de un exitoso, talentoso cantante y rompe-corazones de Hollywood, Christopher Wilde (Sterling Knight), que a sus diecisiete años lo tiene todo, pero que tras conocer a una chica llamada Jessica Olson (Danielle Campbell), que al contrario del resto del mundo no lo idolatra ni muestra interés alguno hacia él, se ve envuelto en una serie de situaciones que lo llevarán a enamorarse de la chica, pero su relación se pone en riesgo su carrera y su imagen pública, por esto se ve obligado a decidir entre lo que su carrera demanda y lo que dicta su corazón.
La película contó además con las actuaciones de Brandon Mychal Smith y Chelsea Kane, se estrenó el 14 de febrero de 2010 y se convirtió en un tremendo éxito, logrando una audiencia en su primera emisión de 9 millones de personas solo en Estados Unidos, a lo cual se suma el éxito de la banda sonora de la misma que vendió más de seis millones de discos. El éxito de la película, unido al de la serie de Sonny with a Chance, lo ha consolidado como un talento de importancia dentro de Disney, posicionándose así como un "Disney Boy" y un miembro del argot juvenil del mundo del entretenimiento.
En el 2010, tres acontecimientos importantes acarrearon la atención respecto a Sterling, el primero fue el anuncio de la participación del actor y músico en Elle: A Modern Cinderella Tale, donde interpretará a una estrella pop, esto junto al anuncio de la secuela de Starstruck, pero el tercero fue preocupante para sus seguidores, dado que se corrieron rumores, por Internet, de que Sterling abandonaría la serie Sonny with a Chance, rumores que resultaron ser falsos y fueron desmentidos por Disney y por el propio Sterling.

### 2011— 2012:So Random!
Tras la renuncia de Demi Lovato, So Random! (conocida como ¡Qué onda! en Latinoamérica) fue presentado como su propia serie que se centra más en los sketches cómicos de Sunny, entre estrellas. La filmación de la temporada comenzó el 30 de enero de 2011 y terminó en septiembre de 2011. Cada episodio cuenta con sketches de comedia con el reparto de So Random!, así como una interpretación en vivo de un invitado especial. Originalmente destinado a ser la tercera temporada de Sunny, entre estrellas, Disney empezó a describir el programa como una serie propia, después de la renuncia confirmada de Demi Lovato. La serie es diferente a las otras de Disney en la que el público se convierte en parte del show, con más interactividad del público junto a la comedia y las típicas interpretaciones en vivo de un invitado especial. Cada episodio muestra cinco o seis sketches. En este formato de la serie Sterling sigue con su personaje desde un principio (Chad Dylan Cooper) pero lo que diferencia es que ahora él es parte del reparto de So Random!

## Filmografía

### Películas
| Año  | Título                           | Personaje                             | Notas          |
| ---- | -------------------------------- | ------------------------------------- | -------------- |
| 2005 | Calm                             | Skater                                | Cortometraje   |
| 2006 | Career Day                       | Ben Taylor                            |                |
| 2009 | Balls Out: Gary the Tennis Coach | Jugador de tenis del equipo contrario | No acreditado  |
| 2009 | 17 Again                         | Alex O'Donnell                        | Coprotagonista |
| 2010 | Privileged                       | Soph 1                                |                |
| 2010 | Elle: A Modern Cinderella Tale   | Ty Parker                             | Protagonista   |
| 2010 | Monster Heroes                   | Gregorio                              |                |
| 2010 | Starstruck                       | Cristopher Wilde                      | Protagonista   |
| 2010 | I Owe My Life to Corbin Bleu     | Chico cool                            | Cortometraje   |
| 2011 | Los Muppets                      | Él mismo                              | Cameo          |
| 2012 | Transit                          | Shane                                 |                |
| 2015 | Landmine Goes Click              | Chris                                 | Protagonista   |
| 2016 | It Snows All The Time            | Art                                   |                |
| 2016 | Danny Boy                        | Danny                                 | Cortometraje   |
| 2017 | Different Flowers                | Charlie                               |                |
| 2017 | The Man from Earth: Holocene     | Philip                                | Coprotagonista |

### Televisión
| Año       | Título                            | Personaje          | Notas                                                                                |
| --------- | --------------------------------- | ------------------ | ------------------------------------------------------------------------------------ |
| 2006      | Hi-Jinks                          | Brendan            | Episodio: "Winner"                                                                   |
| 2007      | Hannah Montana                    | Lucas              | Episodio: "My Best Friend's Boyfriend"                                               |
| 2007      | The Closer                        | Grady Reed         | Episodios: "Next of Kin: Part 1" y "Next of Kin: Part 2"                             |
| 2008      | Out of Jimmy's Head               | Brad               | Episodio: "Bad Fad"                                                                  |
| 2008      | Grey's Anatomy                    | Kip                | Episodio: "Freedom"                                                                  |
| 2009—2011 | Sonny With a Chance               | Chad Dylan Cooper  | Coprotagonista, serie de TV Disney Channel                                           |
| 2010      | The Clone Wars                    | Korkie Kryze       | Episodio: "The Academy"                                                              |
| 2011—2012 | So Random!                        | Chad Dylan Cooper  | Protagonista, serie de TV Disney Channel                                             |
| 2011      | Disney's Friends for Change Games | Él mismo           | Equipo Verde                                                                         |
| 2013      | Randy Cunningham: Ninja Total     | Buttermaker        | Voz. "Wave Slayers" (Temporada 1, episodio 16) "McFreaks" (Temporada 1, episodio 41) |
| 2013—2015 | Melissa & Joey                    | Zander             | Personaje recurrente, serie de TV ABC Family                                         |
| 2014      | The Hotwives of Orlando           | Billy              | Personaje recurrente                                                                 |
| 2016      | Crowded                           | Nate               | Episodio: "Fixer" (Temporada 1, episodio 7)                                          |
| 2017      | In the Rough                      | Cameron Fullbright |                                                                                      |

### Videos musicales
| Año  | Título                         | Artista                    | Notas                           |
| ---- | ------------------------------ | -------------------------- | ------------------------------- |
| 2008 | "La La Land"                   | Demi Lovato                | Chad Dylan Cooper/El mismo      |
| 2010 | "Something About The Sunshine" | Anna Margaret              | Él mismo/Christopher Wilde      |
| 2010 | "Starstruck"                   | Él mismo/Christopher Wilde | Canción principal de Starstruck |

## Discografía

### Bandas sonoras
- 2010: Starstruck
- 2010: Sonny With a Chance

## Premios y nominaciones
| Año  | Premio                   | Categoría                    | Trabajo             | Resultado |
| ---- | ------------------------ | ---------------------------- | ------------------- | --------- |
| 2010 | Teen Choice Awards       | Actor de comedia             | Sonny With a Chance | Nominado  |
| 2010 | Hollywood Teen TV Awards | Actor adolescente: comedia   | Sonny With a Chance | Ganador   |
| 2015 | Monster Fest             | Mejor protagonista masculino | Landmine Goes Click | Ganador   |